# New Dubby Conquerors (album)
New Dubby Conquerors – debiutancki album zespołu Seeed wydany w 2001 roku. Zawiera 12 utworów.

## Lista utworów
1. Dancehall Caballeros – 3:14
2. Riddim No 1 – 3:52
3. Papa Noah – 4:02
4. Walk Upright – 3:32
5. Dickes B (feat. Black Kappa) – 4:44
6. Psychedelic Kingdom – 4:12
7. Sensimilla (feat. Denyo) – 6:05
8. We Seeed – 5:06
9. Tide Is High – 4:25
10. Top Of The City – 4:10
11. Fire The Hidden – 4:18
12. New Dubby Conquerors – 8:20

## Single
- New Dubby Conquerors
- Dickes B
- Dancehall Caballeros